# Albert Roothaan
Albertus Theodorus Nicolaus Roothaan (Amsterdam, 23 januari 1847 – Nijmegen, 6 januari 1913) was een Nederlands organist, (koor-)dirigent, muziekpedagoog en componist.
Hij was zoon van koopman Theodorus Jan Roothaan en Johanna Laurentia Cavadino, wonende aan de Kloveniersburgwal. Broer Louis Roothaan was tenor. Albert Roothaan was getrouwd met Carolina Geertruida Gerard Koopmans.
Voor zijn militaire keuring heeft hij opgegeven dat hij kantoorbediende was. Hij kreeg zijn muziekopleiding in eerste instantie van zijn vader en daarna van muziekmeester/componist Willebrordus Theodorus Ahout en Richard Hol, maar stond in 1898 nog bekend als zijnde autodidact. Al op achttienjarige leeftijd werd hij organist te Amsterdam. Hij bespeelde het orgel van De Papegaai (de Petrus en Pauluskerk). In die stad was hij tevens pianoleraar (1867-1885), muziekhandelaar (1875-1885) en koordirigent van zangkoren "De Krijtberg" en "Heilige Augustinus". Zijn muziekuitgeverij ging rond 1908 op in de uitgeverij G. Alsbach en Co. In 1885 vertrok hij naar Nijmegen, alwaar hij dirigent werd van het 'Nijmeegsch Mannenkoor" (1885-1905), gaf er klassikaal pianocursussen, stichtte er een eigen muziekschool en werd in 1886 organist van de Sint-Dominicuskerk aldaar. Deze muziekschool ging in 1895 op in de muziekschool van de Maatschappij tot Bevordering der Toonkunst Nijmegen, welke maatschappij hij overigens een jaar eerder zelf had opgericht. Van die maatschappij was hij van 1894 tot 1898 ook docent. Hij was er ook dirigent van het Toonkunstkoor dat in 1949 haar 55-ste verjaardag vierde.
In 1904 werd hij dirigent van "Mannenkoor Orpheus" in Deventer. In 1904 stapte hij over van het ene naar het andere Nijmeegse mannenkoor, in dit geval "Mannenkoor Noviomagum" en werd zodoende concurrent van het Nijmeegsch Mannenkoor dat toen onder leiding stond van Leon C. Bouman.
Hij schreef ook een aantal (vergeten) werken, in 1913 werden genoemd:
- Laetare Jerusalem (mannenkoor)
- Inclina Domine (mannenkoor)
- Hamerreien
- "Bisschop Hamer Cantate" (1902, tekst J.R. van der Lans; geschreven voor en uitgevoerd tijdens de onthulling van het Standbeeld van Ferdinand Hamer, onder leiding van de componist zongen 300 mannen en 350 jongens
- De vier jaargetijden (cantate voor gemengd koor en orkest; tekst G.W. Lovendaal)